# Culex unicornis
Culex unicornis är en tvåvingeart som beskrevs av Francis Metcalf Root 1928. Culex unicornis ingår i släktet Culex och familjen stickmyggor. Inga underarter finns listade i Catalogue of Life.